# Западноновогвинейска кампания
Западноновогвинейската кампания от 22 април 1944 до 15 август 1945 година е военна кампания в Нова Гвинея, последен етап от Новогвинейската кампания на Тихоокеанския театър на Втората световна война.
Включва поредица от операции на въоръжените сили на Съединените щати, Австралия и Нидерландия срещу бази и постове на Япония по северозападното крайбрежие на Нова Гвинея. Започва с американския Десант при Аитапе и продължава до Капитулацията на Япония.